# Lusiana
Lusiana é uma comuna italiana da região do Vêneto, província de Vicenza, com 2 902 habitantes em 2011. Estende-se por uma área de 34 km², tendo uma densidade populacional de 85 hab/km². Faz fronteira com Asiago, Conco, Lugo di Vicenza, Marostica, Salcedo. Faz parte da União Montana das Sete Comunas.

## Demografia
| Variação demográfica do município entre 1861 e 2011                               |
|                                                                                   |
| Fonte: Istituto Nazionale di Statistica (ISTAT) - Elaboração gráfica da Wikipedia |